# Unternehmen Bassgeiger
Koordinaten: 75° 19′ N, 17° 48′ W
Das Unternehmen Bassgeiger war eine Wetterstation der deutschen Wehrmacht, die durch das Deutsche Reich im Zweiten Weltkrieg nach der fast kampflosen Besetzung Dänemarks im Unternehmen Weserübung in Grönland errichtet wurde, dessen Verbindung zum besetzten Dänemark abgebrochen war.

## Geschichte
Die von 1942 bis 1943 bestehende Wetterstation Unternehmen Holzauge war im Frühjahr 1943 zerstört worden, womit die Deutschen über keine Wetterdaten aus Grönland mehr verfügten. Das Unternehmen Bassgeiger sollte deswegen dazu dienen, eine neue Wetterstation zu errichten. Am 28. August 1943 verließ der ehemalige Trawler Coburg den norwegischen Hafen Narvik. An Bord befanden sich insgesamt 27 Personen: Der österreichische Mathematiker und Glaziologe Heinrich Schatz leitete sieben weitere Mitglieder des Wettertrupps. Der Leutnant Gerhard Zacher sollte eventuelle Kampfhandlungen leiten. Dazu kamen 18 Besatzungsmitglieder des Schiffs.
Am 31. August sichtete die Mannschaft das erste Eis, von dem das Schiff kurz darauf eingeschlossen und damit manövrierunfähig wurde. Das Schiff driftete mit dem Eis südwärts und wurde durch das Eis beschädigt. Am 15. September begann man an Bord des Schiffes mit Wetterbeobachtungen. Am 2. Oktober konnte sich das Schiff aus dem Eis befreien und in Richtung der nordostgrönländischen Küste fahren. Die Coburg erreichte am 16. Oktober den Rand des Meereises, der 11 km vor Kap Sussi an der Nordostküste der Insel Shannon lag. Die Mannschaft errichtete ein Camp namens Eislager drei Kilometer vom Schiff entfernt auf dem Eis. Ein Teil der Besatzung blieb auf dem Schiff zurück. Am 18. November bekam die mittlerweile durch das Eis stark beschädigte Coburg 30 Grad Schlagseite, lief teils mit Wasser voll und ein Teil der Vorräte ging verloren. Weitere Besatzungsmitglieder wurden daraufhin ins Eislager umgesiedelt, sodass nur noch sieben Personen beim Schiff zurückblieben. Kurz darauf begann man am 23. November einen großen Schneehaufen am Kap Sussi auszuhöhlen, um ein neues Lager zu errichten.
Am 3. Januar 1944 wurde die Wetterstation dorthin versetzt. Fortan wohnten die acht Männer des Wettertrupps und zwei Schiffsbesatzungsmitglieder am Kap Sussi und die restlichen im Eislager und auf dem Schiff. Am 20. Februar brach das Eis in einem Sturm auf und das Schiff driftete im Eis weg. Man fürchtete, dass das Schiff sinken würde, sobald es nicht mehr durch das Eis gehalten würde. Die restlichen Besatzungsmitglieder auf dem Eislager wurden in die Schneehöhlen evakuiert, die aber Ende März zu schmelzen begannen. Daraufhin errichtete man eine Hütte und platzierte die Wetterstation dort.
Im März unternahm die Schlittenpatrouille eine Fahrt nach Shannon, wo sie Spuren der Deutschen fanden. Der Leiter der Patrouille, Marius Jensen, war schon beim Unternehmen Holzauge in deutsche Gefangenschaft geraten, konnte sich aber befreien. Nun wollte er einen Überraschungsangriff auf die entdeckte Wetterstation durchführen. Gemeinsam mit fünf anderen Männern schlichen sie sich am 22. April an die Wetterstation heran, wurden aber zufällig von Leutnant Zacher, der auf Schneehuhnjagd war, entdeckt. Marius Jensen erschoss Gerhard Zacher vor Überraschung, woraufhin die übrigen Patrouillenmitglieder begannen, die Wetterstation zu beschießen. Die Deutschen konnten den Angriff abwehren und die Dänen flüchteten und mussten ihre Ausrüstung zurücklassen. Zacher wurde zwei Tage später begraben. Nach dem Überfall wurde die Coburg aufgegeben und alle übriggebliebenen 26 Expeditionsmitglieder am Kap Sussi einquartiert. Da man entdeckt worden war, wurde die Evakuierung geplant. Am 3. Juni 1944 erreichte eine aus Südfrankreich kommende Junkers Ju 290 Shannon und evakuierte die Deutschen nach Trondheim. Im Oktober fanden die Amerikaner das verlassene Wrack der Coburg und Reste der Wetterstation.